# Принстон (Міннесота)
Принстон (англ. Princeton) — місто (англ. city) в США, в округах Мілль-Лак і Шерберн штату Міннесота. Населення — 4819 осіб (2020).

## Географія
Принстон розташований за координатами 45°34′4″ пн. ш. 93°35′31″ зх. д. / 45.56778° пн. ш. 93.59194° зх. д. (45.567657, -93.592041).  За даними Бюро перепису населення США в 2010 році місто мало площу 13,41 км², з яких 12,84 км² — суходіл та 0,57 км² — водойми.

## Демографія
Згідно з переписом 2010 року, у місті мешкало 4698 осіб у 1926 домогосподарствах у складі 1176 родин. Густота населення становила 350 осіб/км².  Було 2044 помешкання (152/км²).
Расовий склад населення:
| - 96,5 % — білих - 0,7 % — корінних американців - 0,4 % — чорних або афроамериканців - 0,3 % — азіатів |

До двох чи більше рас належало 2,0 %. Частка іспаномовних становила 1,7 % від усіх жителів.
За віковим діапазоном населення розподілялося таким чином: 24,5 % — особи молодші 18 років, 56,1 % — особи у віці 18—64 років, 19,4 % — особи у віці 65 років та старші. Медіана віку мешканця становила 38,7 року. На 100 осіб жіночої статі у місті припадало 87,5 чоловіків;  на 100 жінок у віці від 18 років та старших — 83,3 чоловіків також старших 18 років.
Середній дохід на одне домашнє господарство  становив 48 496 доларів США (медіана — 37 304), а середній дохід на одну сім'ю — 52 952 долари (медіана — 43 581). Медіана доходів становила 44 514 долари для чоловіків та 34 500 доларів для жінок. За межею бідності перебувало 12,5 % осіб, у тому числі 15,9 % дітей у віці до 18 років та 3,3 % осіб у віці 65 років та старших.
Цивільне працевлаштоване населення становило 1841 осіб. Основні галузі зайнятості: освіта, охорона здоров'я та соціальна допомога — 22,7 %, виробництво — 18,4 %, роздрібна торгівля — 13,8 %.

## Відомі особистості
У місті народився:
- Род Гремс (1948-2013) — американський політик.